# Jim Henson Company Lot
Jim Henson Company Lot (первоначально Charles Chaplin Productions) — американская киностудия, основанная в 1917 году Чарльзом Чаплином. 

## История

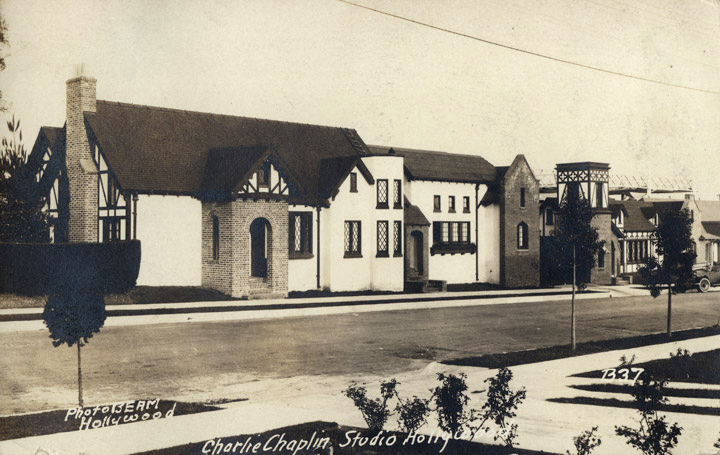
Charles Chaplin Productions, 1922 год.

Киностудия была основана в 1917 году известным актёром и кинорежиссёром Чарльзом Чаплином. В своей автобиографии Чаплин вспоминал:

Закончив работу по контракту с фирмой «Мючуэл», я хотел как можно скорее начать съёмки для «Фёрст нейшнл», но у нас не было студии. Я решил купить участок в Голливуде и построить студию. На углу улиц Сансет и Ла-Бреа мы нашли хороший десятикомнатный дом с садом в пять акров, где росли лимонные, апельсиновые и персиковые деревья. Мы построили превосходную студию с проявочной, монтажной и всеми другими необходимыми помещениями.

В том же 1917 году Чарли Чаплин снял короткометражный фильм «Как делаются фильмы», в котором продемонстрировал возможности своей строящейся студии — большие павильоны, проявочная, монтажная, бассейн, репетиционная комната. В фильме снялись все работники студии, а также сам Чаплин.
На церемонии в июне 2000 года компания Henson представила над главными воротами студии 12-футовую (3,7 м) цветную статую Лягушонка Кермита , одетого как персонаж Чаплина Бродяга .

## Выпущенные фильмы
Студия Чаплина
| №  | Год  | Название             | Оригинал           | Режиссёр     | Краткий сюжет |
| -- | ---- | -------------------- | ------------------ | ------------ | --- |
| 1  | 1918 | Собачья жизнь        | A Dog’s Life       | Чарли Чаплин | Приключения Бродяги, его собаки Скрэпса и бедной певички, живущих в трущобах. |
| 2  | 1918 | Облигация            | The Bond           | Чарли Чаплин | Пропагандистский фильм, в котором Бродяга попадает в разные обязательства и призывает покупать облигации займа свободы, спасающие жизнь одного солдата, сражающегося на фронтах Первой мировой войны. |
| 3  | 1918 | На плечо!            | Shoulder Arms      | Чарли Чаплин | Приключения Бродяги на фронте в лагере американской пехоты и его победный триумф. |
| 4  | 1919 | Солнечная сторона    | Sunnyside          | Чарли Чаплин | Бродяга, работник на ферме, ухаживает за деревенской красавицей. |
| 5  | 1919 | Удовольствия дня     | A Day’s Pleasure   | Чарли Чаплин | Бродяга с женой и детьми пытается совершить прогулку на корабле, но спокойно сделать это не удаётся.                                                                                                  |
| 6  | 1921 | Праздный класс       | The Idle Class     | Чарли Чаплин | Бродяга-гольфист случайно попадает на костюмированный вечер, на котором его принимают за богача — мужа устроительницы вечера.                                                                         |
| 7  | 1922 | День получки         | Pay Day            | Чарли Чаплин | Бродяга, работающий на стройке, тайком от суровой жены пытается неудачно выпить и добраться ночью домой.                                                                                              |
| 8  | 1923 | Пилигрим             | The Pilgrim        | Чарли Чаплин | Сбежавший из тюрьмы Бродяга крадёт сутану пастора и отправляется в техасский городок, где его принимают за нового священника.                                                                         |
| 9  | 1925 | Золотая лихорадка    | The Gold Rush      | Чарли Чаплин | Комедийная лента, рассказывающая о приключениях Бродяги в условиях золотой лихорадки на Аляске. |
| 10 | 1931 | Огни большого города | City Lights        | Чарли Чаплин | Трогательная комедийная драма о Бродяге, который влюбляется в слепую девушку, нуждающуюся в операционном лечении.                                                                                     |
| 11 | 1936 | Новые времена        | Modern Times       | Чарли Чаплин | Сатирическая комедия, которая высмеивает индустриальную революцию и механизацию труда. |
| 12 | 1940 | Великий диктатор     | The Great Dictator | Чарли Чаплин | Сатирическая комедия, которая высмеивает нацизм, фашизм и диктатуру. |
| 13 | 1947 | Месье Верду          | Monsieur Verdoux   | Чарли Чаплин | История Анри Верду, бывшего банковского служащего, который после потери работы из-за Великой депрессии становится брачным аферистом и серийным убийцей.                                               |